# John Digby (1er comte de Bristol)
Pour les articles homonymes, voir John Digby.
John Digby (février 1580 – 21 janvier 1653, Paris), 1er comte de Bristol, est un diplomate anglais.

## Biographie
Il est membre du conseil de Jacques Ier d'Angleterre. Il est envoyé en Allemagne en 1620 pour intercéder auprès de Ferdinand II du Saint-Empire en faveur de l'électeur palatin dans le cadre de la Guerre de Trente Ans. Puis il est envoyé à Madrid en 1622 pour préparer le mariage du prince Charles avec l'infante d'Espagne. Cette négociation, qu'il a menée à bien, échoue par les fautes de George Villiers, 1er duc de Buckingham, qui lui impute tous ses torts. Le duc le fait emprisonner à son retour. 
Il n'en prend pas moins parti pour Charles Ier d'Angleterre, et est contraint de s'exiler pendant les troubles de la révolution, après avoir perdu toute sa fortune.

## Source
1. ↑  David L. Smith, « Digby, John, first earl of Bristol (1580–1653) », Oxford Dictionary of National Biography, Oxford University Press, 2004 ; édition en ligne, janvier 2008 .

Cet article comprend des extraits du Dictionnaire Bouillet. Il est possible de supprimer cette indication, si le texte reflète le savoir actuel sur ce thème, si les sources sont citées, s'il satisfait aux exigences linguistiques actuelles et s'il ne contient pas de propos qui vont à l'encontre des règles de neutralité de Wikipédia.